# Echo Lake
Echo Lake és una concentració de població designada pel cens dels Estats Units a l'Estat de Washington. Segons el cens del 2000 tenia 849 habitants.

## Demografia
Segons el cens del 2000 Echo Lake tenia 849 habitants, 275 habitatges, i 237 famílies. La densitat de població era de 191,7 habitants per km².
Dels 275 habitatges en un 44,4% hi vivien nens de menys de 18 anys, en un 74,5% hi vivien parelles casades, en un 8,7% dones solteres, i en un 13,8% no eren unitats familiars. En el 6,5% dels habitatges hi vivien persones soles l'1,1% de les quals corresponia a persones de 65 anys o més que vivien soles. El nombre mitjà de persones vivint en cada habitatge era de 3,07 i el nombre mitjà de persones que vivien en cada família era de 3,2.
Per edats la població es repartia de la següent manera: un 29,6% tenia menys de 18 anys, un 5,2% entre 18 i 24, un 34% entre 25 i 44, un 25,1% de 45 a 60 i un 6,1% 65 anys o més.
L'edat mediana era de 36 anys. Per cada 100 dones de 18 o més anys hi havia 107,6 homes.
La renda mediana per habitatge era de 62.250 $ i la renda mediana per família de 72.917 $. Els homes tenien una renda mediana de 45.769 $ mentre que les dones 48.000 $. La renda per capita de la població era de 24.216 $. Aproximadament el 2% de les famílies i el 2,7% de la població estaven per davall del llindar de pobresa.

## Poblacions properes
El següent diagrama mostra les poblacions més properes.